# 布拉格國際酒店
布拉格國際酒店（Hotel International Prague）是一座位於捷克布拉格德威察區的四星級酒店。這座酒店竣工於1956年，外觀是社會主義現實主義風格，是捷克文化紀念碑之一。這座酒店保留了其大多數原始的室內裝飾藝術，擁有278個客房。布拉格國際酒店最初是一座軍事酒店。

## 歷史
布拉格國際酒店位於布拉格6區的德威察地區，在2000年7月4日被列入捷克文化紀念碑。酒店修建於1952年至1956年，內部裝飾完成於1957年。捷克斯洛伐克國防部長阿列克謝·切皮奇卡下令修建了這座酒店，目的是紀念捷克斯洛伐克第四共和國的成立，並加強和蘇聯的關係。 
該酒店最初的計劃由軍事項目學院的建築師學院在1951年製作，計劃的酒店名稱是Družba（俄語意為「友誼」）酒店。最初的酒店建築計劃內有軍事住宿，以提供外地軍官住宿。該方案從未公開，而是保持機密。酒店的選址在1951年確定，並制定了由建築師弗朗蒂謝克·亞瑞比克（František Jeřábek）和軍方共同設計的新方案。這一設計更加複雜，並內含了一家豪華酒店。在施工後期，建築設計又有變更，中央樓梯增加了兩階，象徵當時捷克斯洛伐克的44名將軍。 
在1957年竣工時，該酒店是捷克斯洛伐克最大的酒店。1957年，該酒店開始對外營業，並同時更名為Čedok酒店，和當地的旅行社同名。同年捷克當局公開徵集Čedok酒店的新名稱，並決定更名為國際酒店。
1989年天鵝絨革命後，捷克斯洛伐克共產黨政權垮台，該酒店也成為假日酒店一員。酒店頂部象徵共產主義的紅星被改為綠色（也是假日酒店商標的顏色）。2007年，星星的顏色又改為金色。之後酒店成為皇冠假日酒店及度假村的一部分。2014年7月1日，酒店名稱改回國際酒店。當時該酒店被洲際酒店集團出售給Gerstner Imperial Hotels and Residences of Austria公司。2015年開始，布拉格國際酒店是莫扎特酒店集團的一員。

## 設計

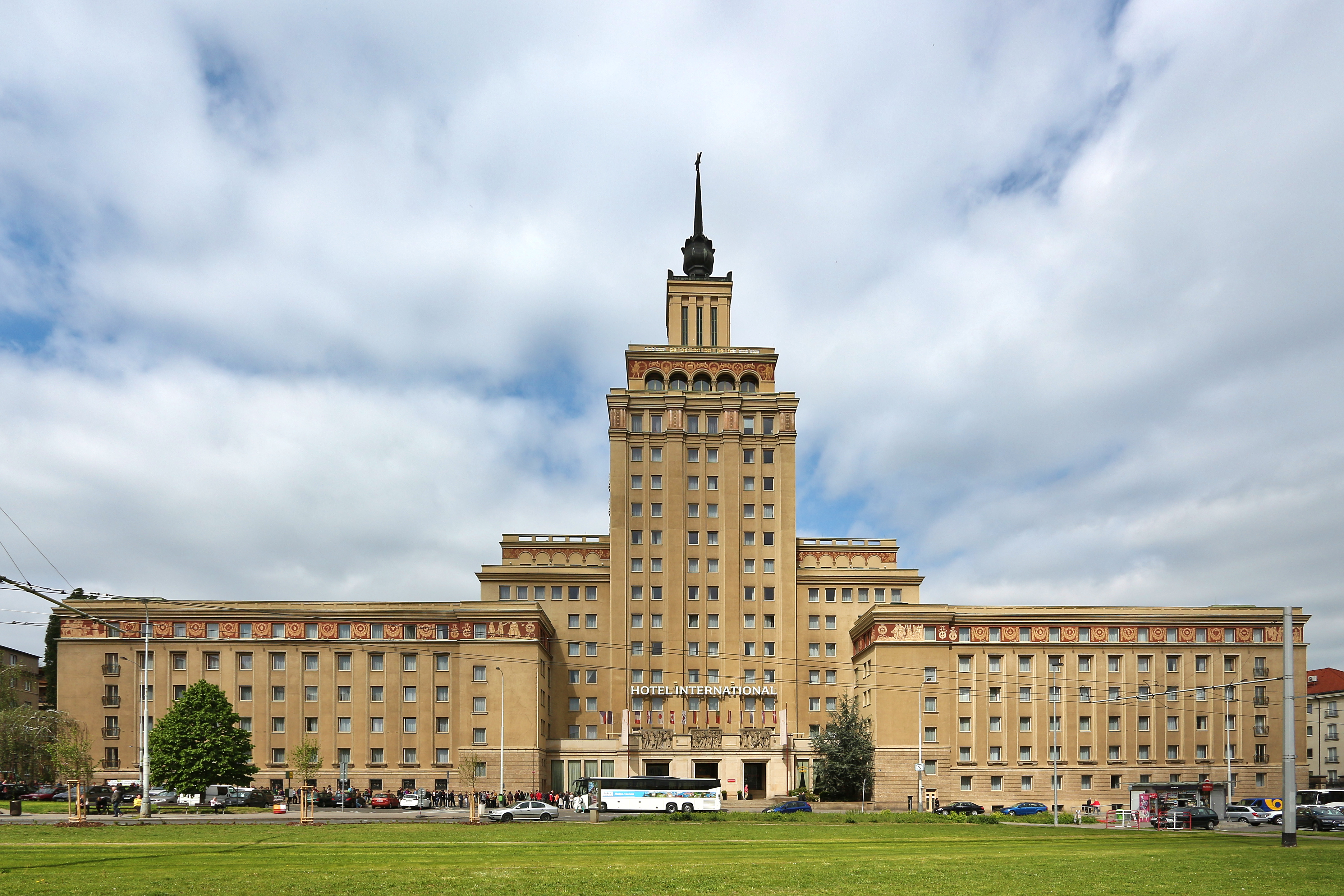
布拉格國際酒店

該酒店的外觀是社會主義現實主義風格，是布拉格最大的史達林式建築，高88（289英尺）。酒店由對稱的兩翼和中央高塔構成，前軍官健身房被改建為帶酒吧的會議廳。入口大廳和主樓梯均塗有粉飾灰泥，並配合大理石柱，在牆上掛有藝術作品，營造出豪華的氣氛。最初的大堂、接待區和主樓梯，以及部分最初的家具都得到保留。酒店最高處的五角星可降至尖頂上，以在夜間進行定期清潔和維護。

## 內部裝飾
國際酒店的內部裝飾由當地藝術家馬克斯·什瓦賓斯基和西里爾·布達（Cyril Bouda）監督。酒店內的鐵藝、玻璃、照明裝飾均有當地的藝術家設計。國際酒店內還有多個掛毯，部分以捷克民俗為主題，旗幟最大的掛毯。塔樓頂層全部牆壁裝飾有彩色馬賽克。

## 酒店設施

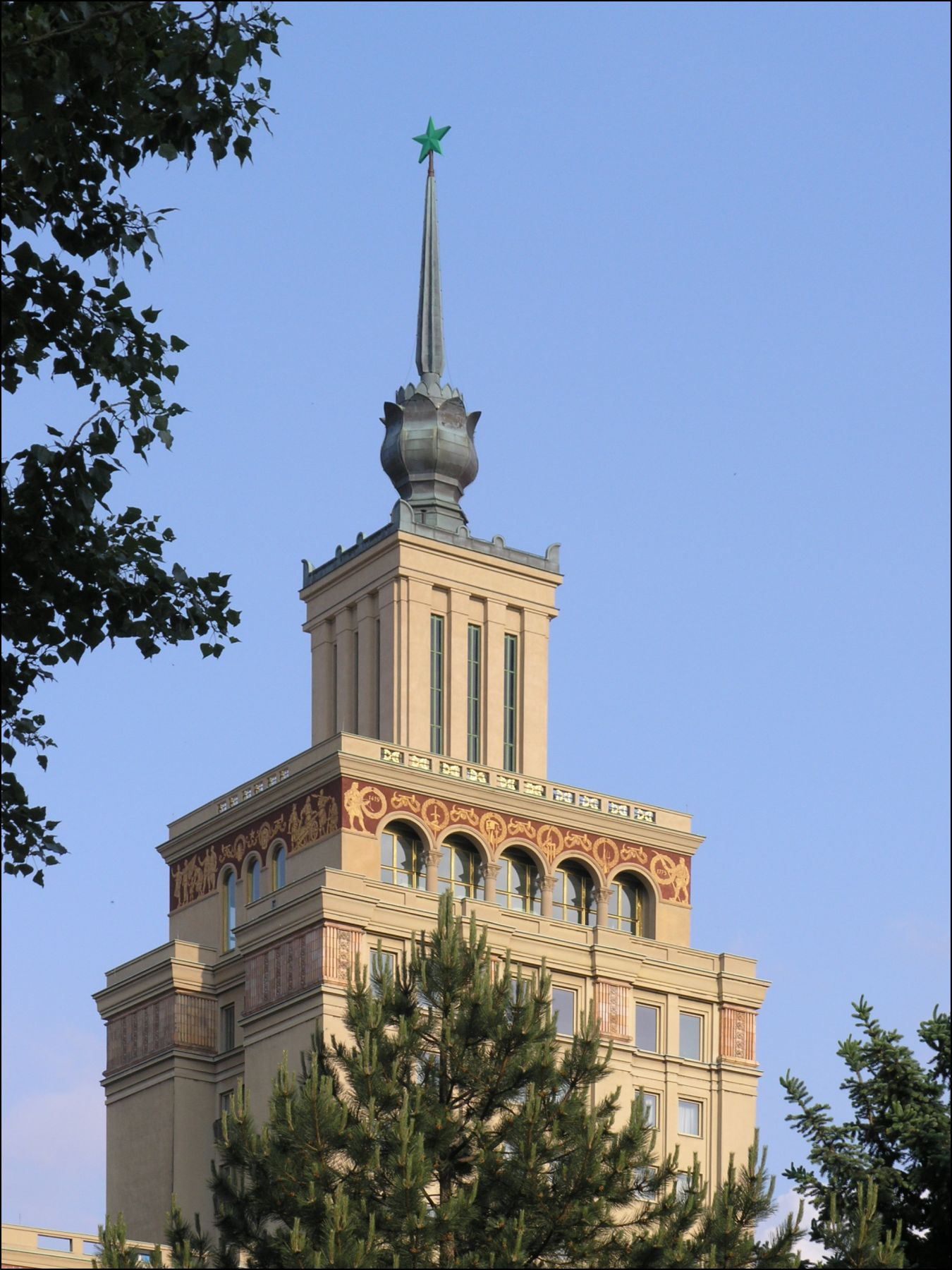
酒店頂部的五角星

國際酒店是四星級酒店，以捷克語、英語、法語、德語、俄語五種語言提供服務。酒店的會議中心包括14個會議廳，可容納1200人。酒店在2016年進行翻新，客房數量增加至278個。酒店內設有兩個餐廳，並設有咖啡廳和酒吧。在14層和15層的俱樂部可一覽布拉格市區天際線。

## 著名活動
在1950年代至1960年代，該酒店為當地居民提供定期社交活動場地。國際酒店也曾定期上演馬戲團演出。1959年，該酒店是電影《Big Beat》的拍攝場地。在1968年華約入侵捷克斯洛伐克期間，美國電影《雷瑪根大橋》的拍攝人員曾在進入奧地利之前暫時被轉移在國際酒店。1972年世界冰球錦標賽期間，加拿大和蘇聯曾在國際酒店展開談判。

## 外部連結
- 官方网站